# لقنت (مقاطعة)
مُقَاطَعَةُ لَقَنْتَ (بالإسبانية: Alicante) هي مقاطعة إسبانية تقع في شرق الدولة، تقع ضمن حدود منطقة بلنسية.
عاصمتها هي مدينة لقنت، تنقسم المقاطعة إلى 141 بلدية.

## الجغرافيا
تقع مقاطعة لقنت في شرق إسبانيا تحدها من الشمال مقاطعة بلنسية، ومن الجنوب والشرق البحر المتوسط، ومن الغرب مقاطعة البسيط ومقاطعة مرسية.
تبلغ مساحة مقاطعة لقنت 5.816 كم².

## الديموغرافيا
يبلغ عدد سكان مقاطعة لقنت 1.934.127 نسمة عام 2011 (وفقاً للمعهد الوطني للإحصاء الإسباني).
فيما يلي قائمة أكبر البلديات من حيث عدد السكان (بتاريخ 1 يناير 2011):
1. لَقَنْتُ 334.329 نسمة
2. إلتشي 230.354 نسمة
3. توريفييخا 102.136 نسمة
4. أوريويلا 88.714 نسمة
5. بينيدورم 72.062 نسمة
6. ألكوي 61.093 نسمة
7. إلدا 54.610 نسمة
8. سان فيسينتي ديل راسبيغ 54.531 نسمة
9. دينيا 44.726 نسمة
10. بيينا 34.966 نسمة

## أعلام
- ألفريدو بيتانكورت